# Navicordulia errans
Navicordulia errans là loài chuồn chuồn trong họ Synthemistidae. Loài này được Calvert mô tả khoa học đầu tiên năm 1909.